# 기타야마촌 (나가노현)
기타야마촌(일본어: 北山村)은 일본 나가노현 스와군에 있던 촌이다. 현재의 지노시에 해당한다.

## 역사
- 1889년 4월 1일 - 정촌제 시행에 수반해 스와군 요네자와촌이 성립하였다.
- 1920년 - 인구 2,827명, 634세대(제1회 국세조사)
- 1935년 - 인구 2,890명(제3회 국세조사)
- 1947년 - 인구 3,605명(제5회 국세조사)
- 1954년 10월 30일 - 오후 4시 15분, 기타야마촌사무소 청사 다락방에서 화재가 발생하여 청사가 전소. 같은 해 말에 재건.
- 1955년 2월 1일 - 지노정(ちの町), 미야가와촌, 가나자와촌, 다마가와촌, 도요히라촌, 이즈미노촌', 고히가시촌, 요네자와촌과 합병해, 새로운 지노정이 성립하여, 동일 기타야마촌은 폐지되었다.

## 경제
예로부터 농업이 주업이었으며, 메이지 초기에는 쌀 외에 잡곡(보리, 콩, 수수, 메밀, 메밀) 등을 재배했지만, 야쓰가타케 산기슭의 해발 1,000m대를 경작지로 하는 한랭지이기 때문에 생산 환경이 열악했다. 농한기에는 주민 대부분이 지붕용 목판이나 연료용 숯을 생산했다. 다이쇼 시대에는 양잠이 주력 산업이 되어 마을 경제를 지탱했다. 한편, 에도 시대부터 이어진 온천을 기반으로 메이지 중기 이후 수도권 주민들의 피서 휴양지로서 다테시나 고원의 관광지화가 본격화되었고, 1927년 대서해로 인한 경제 혼란을 계기로 고원에서의 별장지 경영도 시작되었다. 또한 제2차 세계대전 이전부터 전후에 걸쳐 노천 채굴에 의한 갈색 철광석 광산이 운영되었다.

## 참고문헌
- 『茅野市史・中巻』茅野市、1988年11月
- 『茅野市史・下巻』茅野市、1988年3月31日